# Всеукраїнська програма ментального здоров'я «Ти як?»
Всеукраїнська програма ментального здоров'я «Ти як?» (англ. The All-Ukrainian mental health program «How Are U?») — ініціатива, спрямована на розбудову якісної системи надання послуг у сфері психосоціальної підтримки та розвиток культури піклування про ментальне здоров'я. Ініціатива була започаткована першою леді України Оленою Зеленською у травні 2022 року.

## Заснування програми
Повномасштабне вторгнення Росії в Україну в лютому 2022 року помітно вплинуло на життя українців, включаючи їхнє ментальне здоров'я. За прогнозами Міністерства охорони здоров'я України, близько 15 мільйонів українців відчують наслідки війни на своєму ментальному здоров'ї, а за даними дослідження, проведеного британською компанією Alligator Digital на замовлення третього Саміту перших леді та джентльменів, кожен другий у світі відчуває на собі вплив розв'язаної Росією війни проти України.
Навесні 2022 року Олена Зеленська в особистому спілкуванні звернулася до перших леді США, Польщі та Ізраїлю, королеви Бельгії з пропозицією підтримати ініціативу щодо ментального здоров'я в Україні.
Всеукраїнська програма ментального здоров'я отримала експертну підтримку від Всесвітньої організації охорони здоров'я, а завдяки Агентству США з міжнародного розвитку (USAID) втілюється комунікаційна кампанія «Ти як?». Підтримали ініціативу також Дитячий фонд ООН (ЮНІСЕФ), Міжнародна організація з міграції, ЮНЕСКО в Україні, Фонд ООН у галузі народонаселення тощо.
У травні 2022 року Олена Зеленська, перша леді України, виступила на 75-й сесії Всесвітньої асамблеї охорони здоров'я, найвищого керівного органу ВООЗ, та анонсувала Програму ментального здоров'я.
Тоді ж Урядом України створено Міжвідомчу координаційну раду (МКР) для модерування Програми за співголовування Ірини Верещук, віцепрем'єр-міністерка України — Міністерки з питань реінтеграції тимчасово окупованих територій, та Віктора Ляшка, Міністра охорони здоров'я. На засіданнях МКР було представлено проведений у межах Програми аудит ресурсів чинної системи надання послуг у сфері ментального здоров'я, релевантний міжнародний досвід та аудит потреб населення.
Виявлені прогалини стали основою для пріоритетних проєктів міністерств у межах Всеукраїнської програми ментального здоров'я.
У грудні 2022-го ініціатива мала назву «Національна програма психічного здоров'я та психосоціальної підтримки». З огляду на упередження щодо терміну «психічне здоров'я», було прийнято рішення у комунікації використовувати «ментальне». Коректною назвою на сьогодні є Всеукраїнська програма ментального здоров'я «Ти як?» за ініціативою Олени Зеленської.

## Структура
Програма реалізується через низку проєктів, координованими відповідними міністерствами України:
- Проєкт Міністерства охорони здоров'я України спрямований на те, аби людина могла отримати допомогу в питаннях ментального здоров'я у кабінеті сімейного лікаря, терапевта чи педіатра.[15]
- Міністерство соціальної політики України впроваджує комплексну соціальну послугу з формування життєстійкості.[16]
- Міністерство освіти і науки України впроваджуватиме навички психологічної стійкості на всіх рівнях освіти — від дошкільної до вищої.[13]
- Міністерство внутрішніх справ України створює алгоритм надання кризової психологічної допомоги у надзвичайних ситуаціях з подальшим супроводом людини.[17]
- Міністерство у справах ветеранів України працює над розробкою цифрового рішення для підтримки захисників і захисниць та їхніх сімей під час повернення до мирного життя.[18]
- Міністерство оборони України розбудовує п'ятишарову систему відновлення захисників і захисниць, також планує розвивати Центри відновлення ментального здоров'я, де з військовослужбовцями працює мультидисциплінарна команда.
- Міністерство економіки України спільно з Держпраці та Держслужбою зайнятості реалізує проєкт з психосоціальної підтримки українців на робочому місці.[19]
- Міністерство молоді та спорту України розширює мережу «Активних парків» та навчає координаторів, які працюють на цих локаціях, навичкам першої психологічної самодопомоги.[20]
- У межах пріоритетного проєкту Міністерство культури та інформаційної політики України навички першої психологічної самодопомоги здобувають фахівці закладів мистецької освіти (викладачі у вишах, коледжах, академіях мистецтв).[21]
- Супровід розробки та впровадження Всеукраїнської програми ментального здоров'я на національному та регіональному рівнях забезпечує Координаційний центр з психічного здоров'я Кабінету Міністрів України,[22] створений у березні 2023 року за підтримки Всесвітньої організації охорони здоров'я (ВООЗ). Центр здійснює стратегічну та оперативну координацію роботи у межах регіону; забезпечує міжсекторальну співпрацю з державними та комунальними установами, неурядовими організаціями, науковими установами, міжнародними партнерами, гуманітарними місіями; реалізує просвітницьку роботу, спрямовану на психоедукацію та антистигму.[23]

Заступники голів обласних військових адміністрацій та регіональні координатори здійснюють впровадження Всеукраїнської програми ментального здоров'я на регіональному рівні.
Також Всеукраїнська програма ментального здоров'я має амбасадорів, серед яких — представники шоубізнесу, підприємницьких кіл, лідерів громадської думки.

## Діяльність
У межах Всеукраїнської програми ментального здоров'я відбуваються навчання представників «першої лінії контакту» (соціальні, медичні працівники, освітяни, рятувальники, поліція, неурядовий сектор, бізнеси, які створюють товари і послуги для населення) навичкам самодопомоги, першої психологічної допомоги. Зі старту ініціативи відповідні знання упродовж року опанували понад 400 тисяч слухачів по всій Україні. Навчання проходять у співпраці з ВООЗ, ізраїльськими фахівцями (Israel Trauma Coalition, IsraAID), польськими спеціалістами, Міжнародною організацією з міграції, незалежною міжнародною медичною гуманітарною організацією «Лікарі без кордонів» тощо.
У жовтні 2022 року делегація українських фахівців за сприяння її Королівської Величності Королеви бельгійців Матильди вивчала, як функціонує система охорони ментального здоров'я Бельгії. У березні 2023-го під час візиту до Стокгольму українські фахівці ознайомилися зі шведським досвідом у сфері ментального здоров'я та реабілітації, дещо згодом вивчали принципи організації сервісів та послуг для ветеранів у США.
За підтримки USAID реалізується комунікаційна кампанія «Ти як?» з метою формування культури піклування про ментальне здоров'я. У межах кампанії поширюється інформація про ментальне здоров'я як єдине ціле зі здоров'ям фізичним, про техніки самодопомоги, окрема тематична хвиля кампанії, яка реалізується спільно з Дитячим фондом ООН (ЮНІСЕФ), присвячена ментальному здоров'ю дітей, підлітків і батьків.
На спеціальній сторінці «Ти як?» розміщено поради, як попіклуватися про себе та дитину, також зібрані контакти перевірених партнерів та номери гарячих ліній з психологічної допомоги, куди людина може звернутися безкоштовно.
У 2022 році спільно з ВООЗ розроблено посібник «Базові навички турботи про себе та інших», цикл анімаційних відеороликів про те, як перемогти стрес.
У листопаді того ж року за підтримки Центру психічного здоров'я та реабілітації «Лісова поляна» МОЗ України, у співпраці з ВООЗ, створено відеоролики з українськими зірками та телеведучими, які демонструють виконання різних технік самодопомоги.
У жовтні 2022 року Українська компанія BetterMe і ВООЗ у межах Програми створили навчальний курс для допомоги українцям боротися зі стресом. Програма «Важливі навички в періоди стресу» містить інтерактивні тести, вправи та візуалізації.
Влітку 2023 року було створений спеціальний сезон подкасту «Простими словами» від The Village Україна на тему ментального здоров'я під час війни. Ведучими виступили Марк Лівін та Софія Терлез.
У вересні 2023-го перший урок в українських школах у новому навчальному році був присвячений темі ментального здоров'я.
10 жовтня 2023 року до Дня ментального здоров'я за сприяння регіональних координаторів в українських містах та громадах було облаштовано так звані «Стежки ментального здоров'я», де кожен мав змогу «виміряти» власний психоемоційний стан та навчитися технік самодопомоги.
Тоді ж у межах програми перша леді разом із амбасадорами ініціативи зачитала вірш «Ти як?» (слова та музика — співака Дмитра Монатика).
6 вересня 2023 року в Києві пройшов третій Саміт перших леді та джентльменів «Ментальне здоров'я: стійкість та крихкість майбутнього».